# Ferdinando Cicconi
Ferdinando Cicconi (Colli del Tronto, 1831 – 1886) è stato un pittore italiano.
Fu allievo prima di Ignazio Cantalamessa ad Ascoli Piceno e poi successivamente di Tommaso Minardi e di Francesco Podesti, presso l'Accademia nazionale di San Luca di Roma. Pittore che si esprimeva con i caratteri e le tematiche del classicismo, anche se nell'ultimo periodo aveva aderito al romanticismo senza lasciare l'equilibrio e la compostezza che aveva ricevuto dalla sua formazione. Artista versatile, ha praticato vari generi decorazioni, scenografie, teatri, ritratti, paesaggi e pittura storica nonché sacra.
"Cicconi secondo Gabrielli è Pittore essenzialmente romantico, diligente nel disegno, sobrio nel colorito, fantasioso nelle composizioni. Degno di essere valorizzato, appartiene al glorioso periodo artistico italiano dell'Ottocento, "Così fecondo e fulgido di artisti e di opere immortali".
In tutti questi generi ha manifestato un'indubbia maestria, tanto da essere considerato uno degli ultimi dell'antica pittura fondata sul bello ideale.
Oltre alle decorazioni di diversi teatri delle Marche, è interessato ai temi delle arti e delle lettere ascolani, si veda ad esempio nel teatro Cicconi di Sant'Elpidio a Mare dove inserisce ben vicini uniti in conversazione i grandi delle arti e delle lettere marchigiani Giacomo Leopardi e Annibal Caro, insieme a Cecco d'Ascoli, dipinse alcuni quadri storici molto interessanti sulla scoperta dell'America da parte di Cristoforo Colombo, su brani dei I Promessi Sposi, (ad esempio la scena della Peste di Milano conservato nella biblioteca nell'ex convento di Colli del Tronto), oltre a quadri di interesse patriottico e storico. (ad esempio Dimostrazione Patriottica in Piazza del Popolo, e L'ingresso dei Piemontesi attraverso la Porta Maggiore, conservati nella Pinacoteca civica di Ascoli Piceno)
Tra i teatri possiamo ricordare la decorazione della volta della gran sala e del proscenio del Teatro Ventidio Basso di Ascoli Piceno, del sipario, scene e decori del teatro Luigi Cicconi di Sant'Elpidio a Mare e del teatro Montini di Fabriano.
Alcune sue tele furono fatte su commissione per essere inseriti in contesti sacri, ad esempio nella chiesa di Santa Felicita a Colli del Tronto è presente la tela del pittore "Il martirio di Santa Felicita", mentre nella chiesa di Pagliare del Tronto ha decorato la volta e alcune nicchie, anche se rimane del pittore solo la tela al centro della volta.
Nell'ex convento del XV secolo di Colli del Tronto è possibile visitare la mostra dedicata al pittore.
Ad oggi, nonostante la sua copiosa produzione, non tutti i lavori del pittore sono stati catalogati, in quanto la sua opera pittoria e grafica è sparsa ovunque in Italia e all'estero.

## Dipinti di Ferdinando Cicconi
Questa lista segue, in linea di massima, la lista di Luca Luna (vedi bibliografia), con alcuni aggiornamenti. Sono esclusi i disegni su carta e gli acquerelli.
| Immagine | Titolo | Data           | Dimensioni in cm | Tecnica             | Supporto   | Paese                  | Città            | Luogo di conservazione          | Attribuzione e note            |
| -------- | --- | -------------- | ---------------- | ------------------- | ---------- | ---------------------- | ---------------- | ------------------------------- | ------------------------------ |
|          | Autoritratto da Pittore                                                                                          | 1845           | 73x60            | olio                | tela       | Italia (bandiera)      | Castel di Lama   | Collezione privata              |                                |
|          | Sala Regia | 1854           | 64x76            | olio                | cartone    | Italia (bandiera)      | Castel di Lama   | Collezione privata              |                                |
|          | La Modella |                | 72.5x57.5        | olio                | tela       | Italia (bandiera)      | Castel di Lama   | Collezione privata              |                                |
|          | Ritratto di Teresa                                                                                               |                | 22x16            | olio                | tela       | Italia (bandiera)      | Castel di Lama   | Collezione privata              |                                |
|          | Ritratto del Violinista Adelino Galeazzi                                                                         |                | 44x32            | olio                | tela       | Italia (bandiera)      | Dalmine          | Collezione privata              |                                |
|          | Il sigaraio ambulante                                                                                            |                | 42x30            | olio                | tela       | Italia (bandiera)      | Dalmine          | Collezione privata              |                                |
|          | Paese marchigiano                                                                                                |                | 42x30            | olio                | tela       | Italia (bandiera)      | Dalmine          | Collezione privata              |                                |
|          | Paese su contrafforte                                                                                            |                | 11.5x15          | olio                | cartoncino | Italia (bandiera)      | Colli del Tronto | Biblioteca Comunale             | Prestito da Collezione privata |
|          | La morte di Marat                                                                                                |                | 27x38            | olio                | cartone    | Italia (bandiera)      | Colli del Tronto | Biblioteca Comunale             | Prestito da Collezione privata |
|          | Dimostrazione patriottica in Piazza del Popolo del 28 gennaio 1861                                               | 1860           | 23x27            | olio                | carta      | Italia (bandiera)      | Ascoli Piceno    | Pinacoteca Civica               |                                |
|          | Ingresso delle truppe piemontesi in Ascoli a Porta Maggiore                                                      | 1860           | 22x26            | olio                | carta      | Italia (bandiera)      | Ascoli Piceno    | Pinacoteca Civica               |                                |
|          | Il genio di Raffaello                                                                                            |                | 168x188          | olio                | tela       | Italia (bandiera)      | Porto d'Ascoli   | Collezione privata              |                                |
|          | Giotto | 1860           | tondo cm 35      | olio                | tela       | Italia (bandiera)      | Porto d'Ascoli   | Collezione privata              |                                |
|          | Leonardo | 1860           | tondo cm 35      | olio                | tela       | Italia (bandiera)      | Porto d'Ascoli   | Collezione privata              |                                |
|          | Michelangelo | 1860           | tondo cm 35      | olio                | tela       | Italia (bandiera)      | Porto d'Ascoli   | Collezione privata              |                                |
|          | Tiziano | 1860           | tondo cm 35      | olio                | tela       | Italia (bandiera)      | Porto d'Ascoli   | Collezione privata              |                                |
|          | Tiziano | 1860           | tondo cm 35      | olio                | tela       | Italia (bandiera)      | Porto d'Ascoli   | Collezione privata              |                                |
|          | Interno di carcere medievale (bozzetto)                                                                          |                | 37 x 45          | olio                | cartone    | Italia (bandiera)      | Reggio Emilia    | Collezione privata              |                                |
|          | Interno medievale (bozzetto)                                                                                     |                | 80 x 100         | olio                | tela       | Italia (bandiera)      | Porto d'Ascoli   | Collezione privata              |                                |
|          | Interno di castello medievale                                                                                    | 1861           | 72 x 97          | olio                | tela       | Stati Uniti (bandiera) |                  | Collezione privata              |                                |
|          | Martirio di Santa Felicita (bozzetto)                                                                            | 1860           | 100 x 63         | olio                | tela       | Italia (bandiera)      | Castel di Lama   | Collezione privata              |                                |
|          | Martirio di Santa Felicita (bozzetto)                                                                            | 1860           | 29 x 23          | olio                | tela       | Italia (bandiera)      | Castel di Lama   | Collezione privata              |                                |
|          | Martirio di Santa Felicita                                                                                       | 1861           | 340 x 205        | olio                | tela       | Italia (bandiera)      | Colli del Tronto | Chiesa S.Felicita               |                                |
|          | Annunciazione, copia da Guido Reni                                                                               | 1861           | 235 x 154        | olio                | tela       | Italia (bandiera)      | Ascoli Piceno    | Chiesa Santa Maria della Carità |                                |
|          | Ritratto di Adele Pretaroli                                                                                      | 1862           | 100 x 63         | olio                | tela       | Italia (bandiera)      | Colli del Tronto | Biblioteca Comunale             | Prestito da Collezione privata |
|          | Ritratto di Enrichetta Pretaroli e Nicola Gaetani Tamburini                                                      |                | 77 x 53          | olio                | tela       | Italia (bandiera)      | Castel di Lama   | Collezione privata              |                                |
|          | Ritratto di Nicola Gaetani Tamburini (bozzetto)                                                                  |                | 26 x 23          | olio                | tela       | Italia (bandiera)      | Reggio Emilia    | Collezione privata              |                                |
|          | Ritratto di Nicola Gaetani Tamburini                                                                             |                | 56 x 43          | olio                | cartone    | Italia (bandiera)      | Castel di Lama   | Collezione privata              |                                |
|          | Ritratto di Nicola Gaetani Tamburini                                                                             |                | 56 x 43          | olio                | cartone    | Italia (bandiera)      | Castel di Lama   | Collezione privata              |                                |
|          | Ritratto di Adele Pretaroli                                                                                      | 1869           | tondo cm 77      | olio                | tela       | Italia (bandiera)      | Colli del Tronto | Biblioteca Comunale             | Prestito da Collezione privata |
|          | Ritratto di fanciulla                                                                                            | 1869           | 37.5 x 28        | olio                | tela       | Italia (bandiera)      | Colli del Tronto | Biblioteca Comunale             | Prestito da Collezione privata |
|          | I personaggi illustri delle Marche                                                                               | 1872           | 93 x 103         | olio                | tela       | Italia (bandiera)      | Castel di Lama   | Collezione privata              |                                |
|          | Autoritratto con berretta d'artista                                                                              | 1873           | tondo 77 cm      | olio                | tela       | Italia (bandiera)      | Colli del Tronto | Biblioteca Comunale             | Prestito da Collezione privata |
|          | Ritratto delle sorelle del marchese Malaspina di Ascoli                                                          |                |                  | olio                | tela       | ignoto                 | ignoto           |                                 |                                |
|          | Ritratto del canonico Felice Ferretti                                                                            |                |                  | olio                | tela       | ignoto                 | ignoto           |                                 |                                |
|          | Ritratto del preside Marinelli                                                                                   |                |                  | olio                | tela       | ignoto                 | ignoto           |                                 |                                |
|          | Ritratto del preside De Bosis                                                                                    |                |                  | olio                | tela       | ignoto                 | ignoto           |                                 |                                |
|          | Ritratto del preside Lesti                                                                                       |                |                  | olio                | tela       | ignoto                 | ignoto           |                                 |                                |
|          | Il matrimonio civile di un villaggio delle Marche                                                                | 1872           | 70 x 90          | olio                | tela       | Italia (bandiera)      | ignota           |                                 |                                |
|          | Il matrimonio civile di un villaggio delle Marche (bozzetto)                                                     | 1872           | 16 x 22          | olio                | tela       | Italia (bandiera)      | Castel di Lama   | Collezione privata              |                                |
|          | La scuola sotto i cessati governi (bozzetto)                                                                     | 1869?          | 19 x 28          | olio                | tela       | Italia (bandiera)      | Castel di Lama   | Collezione privata              |                                |
|          | La scuola sotto i cessati governi                                                                                | 1869?          | 112 x 164        | olio                | tela       | ignota                 |                  |                                 |                                |
|          | Una scena della Santa Inquisizione, bozzetto firmato                                                             | prima del 1863 | 30 x 38          | olio                | cartone    | Italia (bandiera)      | Castel di Lama   | Collezione privata              |                                |
|          | Una scena della Santa Inquisizione, studio preparatorio                                                          | prima del 1863 | 152 x 106        | carboncino e biacca | cartone    | Italia (bandiera)      | Colli del Tronto | Biblioteca Comunale             | Prestito da Collezione privata |
|          | Una scena della Santa Inquisizione                                                                               | 1863           | []               | olio                | tela       | Stati Uniti (bandiera) | ignota           | Collezione privata              |                                |
|          | Cristoforo Colombo nel carcere di Santo Domingo                                                                  | 1875           | 137 x 170        | olio                | tela       | Italia (bandiera)      | Castel di Lama   | Collezione privata              |                                |
|          | Cristoforo Colombo al convento della Ràbida chiede soccorso per il figlio estenuato                              | 1877           | 137 x 170        | olio                | tela       | Italia (bandiera)      | Castel di Lama   | Collezione privata              |                                |
|          | Cristoforo Colombo nel convento di Palos                                                                         | 1877           | 18 x 24          | olio                | tela       | Italia (bandiera)      | Ascoli Piceno    | Pinacoteca Civica               |                                |
|          | Cristoforo Colombo alla scoperta del Nuovo Mondo (bozzetto)                                                      | 1877           | 22.5 x 42        | olio                | tela       | Italia (bandiera)      | Colli del Tronto | Collezione privata              |                                |
|          | Cristoforo Colombo alla scoperta del Nuovo Mondo                                                                 | 1877           | 210 x 330(?)     | olio                | tela       | Stati Uniti (bandiera) | ignota           |                                 |                                |
|          | Autoritratto con rubino                                                                                          | 1877           | 71 x 51          | olio                | tela       | Italia (bandiera)      | Castel di Lama   | Collezione privata              |                                |
|          | Ritratto di Adele Pretaroli                                                                                      | 1877           | 71 x 51          | olio                | tela       | Italia (bandiera)      | Castel di Lama   | Collezione privata              |                                |
|          | Un episodio della Peste di Milano                                                                                | 1881           | 190 x 265        | olio                | tela       | Italia (bandiera)      | Colli del Tronto | Biblioteca Comunale             | Prestito da Collezione privata |
|          | Ritratto di montanaro                                                                                            |                | 58 x 44          | olio                | tela       | Italia (bandiera)      | Castel di Lama   | Collezione privata              |                                |
|          | Ritratto di uomo                                                                                                 |                | 22.5 x 18        | olio                | tela       | Italia (bandiera)      | Castel di Lama   | Collezione privata              |                                |
|          | Ritratto di giovane aristocratico                                                                                |                | 58 x 44          | olio                | tela       | Italia (bandiera)      | Colli del Tronto | Biblioteca Comunale             | Prestito da Collezione privata |
|          | Omaggio al Doge                                                                                                  |                | 35 x 38          | olio                | tela       | Italia (bandiera)      | Colli del Tronto | Biblioteca Comunale             | Prestito da Collezione privata |
|          | Ritratto di donna anziana                                                                                        |                | 41 x 32          | olio                | tela       | Italia (bandiera)      | Colli del Tronto | Biblioteca Comunale             | Prestito da Collezione privata |
|          | Pensiero per il contadino                                                                                        |                | 14.5 x 17.5      | olio                | tela       | Italia (bandiera)      | Castel di Lama   | Collezione privata              |                                |
|          | La pittura e la Scultura. Studio preparatorio per la decorazione del Casino di villeggiatura di Colli del Tronto |                | 40 x 54          | olio                | cartone    | Italia (bandiera)      | Colli del Tronto | Collezione privata              |                                |
|          | ritratto di Beniamino Cicconi                                                                                    |                | 50 x 60          | olio                | tela       | Italia (bandiera)      | Riccione         | Collezione privata              |                                |
|          | Foresta, (bozzetto)                                                                                              |                | 46 x 58          | olio                | tela       | Italia (bandiera)      | Ascoli Piceno    | Collezione privata              |                                |
|          | Paesaggio rupestre                                                                                               |                | 27 x 39          | olio                | tela       | Italia (bandiera)      | Colli del Tronto | Biblioteca Comunale             | Prestito da Collezione privata |
|          | Paesaggio montano                                                                                                |                | 33 x 46          | olio                | tela       | Italia (bandiera)      | Colli del Tronto | Biblioteca Comunale             | Prestito da Collezione privata |
|          | Scorcio Paesaggistico                                                                                            |                | 29 x 41          | olio                | tela       | Italia (bandiera)      | Castel di Lama   | Collezione privata              |                                |
|          | Cipresso a tre tronchi                                                                                           |                | 42 x 27          | olio                | cartone    | Italia (bandiera)      | Ascoli Piceno    | Collezione privata              |                                |
|          | Scena paesaggistica con casa rurale                                                                              |                | 21 x 26          | olio                | cartone    | Italia (bandiera)      | Castel di Lama   | Collezione privata              |                                |
|          | Scena paesaggiastica con portico                                                                                 |                | 30 x 25.5        | olio                | cartone    | Italia (bandiera)      | Castel di Lama   | Collezione privata              |                                |
|          | Scena marina |                | 26 x 37          | olio                | cartone    | Italia (bandiera)      | Castel di Lama   | Collezione privata              |                                |
|          | Paesaggio con Case                                                                                               |                | 22 x 33          | olio                | cartone    | Italia (bandiera)      | Colli del Tronto | Biblioteca Comunale             | Prestito da Collezione privata |
|          | Mare e monti |                | 47.7 x 51        | olio                | cartone    | Italia (bandiera)      | Colli del Tronto | Collezione privata              |                                |
|          | Paesaggio col monte Ascensione                                                                                   |                | 18 x 23          | olio                | cartone    | Italia (bandiera)      | Castel di Lama   | Collezione privata              |                                |

## Altre informazioni
- Villa Cicconi (casino di Villeggiatura) a Colli del Tronto, casa del pittore che affresco' e progetto' secondo un suo progetto. Egli curò in ogni dettaglio il Casino di Villeggiatura di Colli del Tronto. Piccolo, due piani e altana, circondato da alberi e fiori, il Casino, che venne donato alla moglie, divenne luogo d'ispirazione e di creazione.